# 梅江 (贡水支流)
梅江，是中国长江流域的一条河流，汇入贡水右岸，属于赣江水系。河长220千米，流域面积7099平方千米，多年平均流量211立方米每秒。自然落差528米。水能理论蕴藏量12万千瓦。